# Pedang
Pedang is een bestuurslaag in het regentschap Musi Rawas van de provincie Zuid-Sumatra, Indonesië. Pedang telt 2144 inwoners (volkstelling 2010).